# Coupe d'Afrique du Nord de football 1931-1932
Navigation
Coupe AFN 1930-1931 Coupe AFN 1932-1933
Cet article traite de l'édition 1931-1932 de la Coupe d'Afrique du Nord de football. Il s'agit de la deuxième édition de cette compétition qui se terminera par une victoire du RU Alger.
C'est une équipe de la Ligue d'Alger et une équipe de la Ligue du Maroc qui se rencontrent en finale. Ces deux équipes sont respectivement le RU Alger et l'US Marocaine. La finale se termine par une victoire des Algérois sur les Marocain sur le score de deux buts à un.
Le RU Alger remporte la compétition pour la première fois de son histoire et permet à sa ligue, la Ligue d'Alger d'obtenir un titre dans la compétition.

## Parcours LMFA-Maroc

### Premier Tour
- joués le 2 novembre 1931[1]:

|    | Date | Club                 | Score | Club              | Lieu       |
| -- | ---- | -------------------- | ----- | ----------------- | ---------- |
| 1  |      | Cheminots de Rabat   | 7 - 3 | ASPTT Fès         | Rabat      |
| 2  |      | Olympique Marocain   | 5 - 0 | SCC Roches Noires | Rabat      |
| 3  |      | US Marocaine         | 9 - 0 | AS Tanger-Fès     | Casablanca |
| 4  |      | US Athlétique        | 5 - 1 | US Safi           | Casablanca |
| 5  |      | SA Marrakech         | 4 - 1 | ASPTT Casablanca  | Casablanca |
| 6  |      | US Fès               | 1 - 0 | ASPTT Rabat       | Fès        |
| 7  |      | Moghreb de Tanger    | 1 - 0 | Idéal Marocain    | Tanger     |
| 8  |      | Stade Marocain       | 1 - 0 | USD Meknès        | Meknès     |
| 9  |      | SC Mazagan           | 1 - 0 | Hillal AC         | Mazagan    |
| 10 |      | Racing de Casablanca | 5 - 0 | OC Khourigha      | Khourigha  |

### Deuxième Tour
- joués le 6 décembre 1931[2].

|   | Date | Club                 | Score | Club              | Lieu |
| - | ---- | -------------------- | ----- | ----------------- | ---- |
| 1 |      | US Athlétique        | 5 - 1 | Union Kenitra     |      |
| 2 |      | Stade Marocain       | 3 - 0 | SC Mazagan        |      |
| 3 |      | US Marocaine         | 3 - 0 | AS Marrakech      |      |
| 4 |      | Cheminots de Rabat   | 3 - 1 | SA Marrakech      |      |
| 5 |      | Racing de Casablanca | 5 - 1 | US Fès            |      |
| 6 |      | Olympique Marocain   | 3 - 2 | Moghreb de Tanger |      |

### Troisième Tour
- joués le 11 janvier 1932.

|   | Date | Club           | Score | Club               | Lieu       |
| - | ---- | -------------- | ----- | ------------------ | ---------- |
| 1 |      | US Athlétique  | 2 - 0 | Racing AC          | Casablanca |
| 2 |      | Stade Marocain | 4 - 1 | Olympique Marocain | Rabat      |
| 3 |      | US Marocaine   | 4 - 1 | Cheminots de Rabat | Rabat      |

## Parcours LTFA-Tunisie

### Premier Tour
|    | Date | Club | Score | Club | Lieu |
| -- | ---- | ---- | ----- | ---- | ---- |
| 1  |      | ...  | -     | ...  |      |
| 2  |      | ...  | -     | ...  |      |
| 3  |      | ...  | -     | ...  |      |
| 4  |      | ...  | -     | ...  |      |
| 5  |      | ...  | -     | ...  |      |
| 6  |      | ...  | -     | ...  |      |
| 7  |      | ...  | -     | ...  |      |
| 8  |      | ...  | -     | ...  |      |
| 9  |      | ...  | -     | ...  |      |
| 10 |      | ...  | -     | ...  |      |
| 11 |      | ...  | -     | ...  |      |
| 12 |      | ...  | -     | ...  |      |

### Deuxième Tour
|   | Date | Club | Score | Club | Lieu |
| - | ---- | ---- | ----- | ---- | ---- |
| 1 |      | ...  | -     | ...  |      |
| 2 |      | ...  | -     | ...  |      |
| 3 |      | ...  | -     | ...  |      |
| 4 |      | ...  | -     | ...  |      |
| 5 |      | ...  | -     | ...  |      |
| 6 |      | ...  | -     | ...  |      |

### Troisième Tour
|   | Date | Club              | Score | Club | Lieu |
| - | ---- | ----------------- | ----- | ---- | ---- |
| 1 |      | Racing Club Tunis | -     | ...  |      |
| 2 |      | SC Ferryville     | -     | ...  |      |
| 3 |      | US Tunis          | -     | ...  |      |

## Parcours LAFA-Alger

### Premier Tour
- le 2 novembre 1931[3]:

|   | Date | Club                   | Score | Club                             | Lieu              |
| - | ---- | ---------------------- | ----- | -------------------------------- | ----------------- |
| 1 |      | Groupe Sportif Redoute | 2 - 1 | ASPTT Alger                      | Stade Lebon       |
| 2 |      | ES Zéralda             | 4 - 3 | US Suisse Alger                  | Stade Lebon       |
| 3 |      | Alger La Blanche JPO   | 3 - 1 | AS Lebon                         | Municipal / Alger |
| 4 |      | Olympique Affreville   | 4 - 0 | Universitaires Sportifs Algérois | Blida             |

### Deuxième Tour
- le 23 novembre 1931[4],[5],[6]:

|                                  | Date        | Club                    | Score | Club                 | Lieu              |
| -------------------------------- | ----------- | ----------------------- | ----- | -------------------- | ----------------- |
| 1                                |             | US Fort-de-l'Eau        | 1 - 0 | FC Kouba             | Municipal / Alger |
| 2                                |             | AS Saint-Eugène         | 4 - 1 | Alger La Blanche JPO | Municipal / Alger |
| 3                                |             | US Ouest Mitidja        | 2 - 0 | ES Zéralda           | Caroubier         |
| 4                                |             | RU Alger                | 6 - 0 | GS Redoute           | Saint-Eugène      |
| 5                                |             | AS Boufarik             | 5 - 2 | SCU El Biar          | Hussein Dey       |
| 6                                |             | US Blida                | 1 - 0 | MC Alger             | Maison-Carrée     |
| 7                                |             | Olympique d'Hussein-Dey | 2 - 0 | FC Tipaza            | Zéralda           |
| 8                                |             | FC Blida                | 4 - 0 | Red Star Algérois    | Boufarik          |
| 9                                |             | RC Maison-Carrée        | 5 - 2 | Olympique Affreville | Blida             |
| 10                               |             | GS Alger                | 2 - 1 | Olympique Marengo    | Stade USB / Blida |
| 11                               |             | Stade Algérois          | 3 - 0 | RAS Alger            | Saint-Eugène      |
| 12                               |             | AS Montpensier          | N.J   | GS Orléansville      | Affreville        |
| Match rejoué le 20 décembre 1931 |             |                         |       |                      |                   |
| 12                               | 20 décembre | GS Orléansville         | 4 - 1 | AS Montpensier       | Blida             |

### Troisième Tour
- le 11 janvier 1932[7]:

|                                 | Date       | Club            | Score | Club                    | Lieu              |
| ------------------------------- | ---------- | --------------- | ----- | ----------------------- | ----------------- |
| 1                               |            | AS Saint-Eugène | 1 - 0 | Olympique d'Hussein-Dey | Municipal / Alger |
| 2                               |            | AS Boufarik     | 4 - 1 | US Blida                | Caroubier         |
| 3                               |            | RC Maison-Carré | 2 - 1 | Stade Algérois          | Saint-Eugène      |
| 4                               |            | RU Alger        | 3 - 1 | FC Blida                | Boufarik          |
| 5                               |            | GS Alger        | 3 - 1 | US Fort-de-l'Eau        | Blida             |
| 6                               |            | GS Orléansville | 2 - 2 | US Ouest Mitidja        | Affreville        |
| Match rejoué le 17 janvier 1932 |            |                 |       |                         |                   |
| 6                               | 17 janvier | GS Orléansville | 0 - 0 | US Ouest Mitidja        | Affreville        |
| Match rejoué le                 |            |                 |       |                         |                   |
| 6                               | 24 janvier | GS Orléansville | 1 - 1 | US Ouest Mitidja        | Affreville        |
| Match rejoué le                 |            |                 |       |                         |                   |
| 6                               | 31 janvier | GS Orléansville | -     | US Ouest Mitidja        | Affreville        |

### Quatrième Tour
- le 18 janvier 1932[8]:

|   | Date      | Club            | Score       | Club            | Lieu              |
| - | --------- | --------------- | ----------- | --------------- | ----------------- |
| 1 |           | GS Alger        | Non terminé | RU Alger        | Saint-Eugène      |
| 2 |           | RC Maison-Carré | 1 - 0       | AS Boufarik     | Municipal / Alger |
| 3 | 7 février | AS Saint-Eugène | 2 - 3       | GS Orléansville | Blida             |

## Parcours LOFA-Oran

### Premier Tour
- joués le 1er novembre 1931 [9]:

|   | Date | Club                 | Score | Club          | Lieu              |
| - | ---- | -------------------- | ----- | ------------- | ----------------- |
| 1 |      | SC Tlemcen           | -     | GC Mascara    | Tlemcen           |
| 2 |      | USFA Tlemcen         | 2 - 1 | US Laferrière | Tlemcen           |
| 3 |      | IS Mostaganem        | 2 - 1 | SC Bel-Abbès  | Mostaganem        |
| 4 |      | US Hammam Bou Hadjar | 2 - 4 | JP Bel-Abbès  | Hammam Bou Hadjar |

### Deuxième Tour
- joués le 29 novembre 1931[10]:

|    | Date | Club                          | Score | Club            | Lieu                          |
| -- | ---- | ----------------------------- | ----- | --------------- | ----------------------------- |
| 1  |      | CAL Oran                      | 5 - 0 | GC Mascara      | Stade Colonel Bendaoud / Oran |
| 2  |      | US Arzew                      | 2 - 1 | ASPTT Oujda     |                               |
| 3  |      | USM Oran                      | 2 - 0 | CS Mostaganem   | Oran                          |
| 4  |      | Saint-Charles Sportif Oranais | 0 - 2 | Stade Cartésien |                               |
| 5  |      | Perrégaux GS                  | 3 - 1 | JP Bel-Abbès    |                               |
| 6  |      | Gaulois Rio-Salado            | -     | JS Saint-Louis  |                               |
| 7  |      | GC Oran                       | 4 - 1 | IS Mostaganem   | Stade du GCO / Oran           |
| 8  |      | Deering Star Gay d'Oran       | 1 - 3 | AGS Mascara     | Oran                          |
| 9  |      | Saint-Louis Sportive Oranais  | 2 - 1 | USFA Tlemcen    | Stade Gay / Oran              |
| 10 |      | AS Eckmühl                    | 3 - 1 | JS Eckmühl      | Stade Laborbe / Oran          |
| 11 |      | ASM Oran                      | 5 - 1 | JS Saint-Eugène | Alenda / Oran                 |
| 12 |      | USCC Témouchent               | 3 - 0 | SC Tlemcen      |                               |

| Titulaires : |  |
| |  |
| (Maillot) 1. Niéto Gaëtan 2. Ortiz Jean 3. Martin François 4. Sanchez Joseph 5. Louis Planes 6. Esclapez Louis 7. Mas Louis 8. Gonzalès Manuel 9. Serra Jean 10. Mestre 11. Munoz Antoine |  |

| Titulaires : |  |
| |  |
| (Maillot) 1. Ghazzar Lakhdar 2. Boumaïza Kaddour 3. Boumaïza Dahou dit "Faini" 4. Chadli Mohamed 5. Meliani Abdelkader 6. Berkani Benyahia 7. Benmessabih Chergui 8. Sanchez Michel 9. Lekhal Mostfa 10. Kedra 11. Farès Abdelkader |  |

| Titulaires : |  |
| |  |
| (Maillot) 1. Niéto Gaëtan 2. Ortiz Jean 3. Martin François 4. Sanchez Joseph 5. Louis Planes 6. Esclapez Louis 7. Mas Louis 8. Gonzalès Manuel 9. Serra Jean 10. Mestre 11. Munoz Antoine |  |

| Titulaires : |  |
| |  |
| (Maillot) 1. Ghazzar Lakhdar 2. Boumaïza Kaddour 3. Boumaïza Dahou dit "Faini" 4. Chadli Mohamed 5. Meliani Abdelkader 6. Berkani Benyahia 7. Benmessabih Chergui 8. Sanchez Michel 9. Lekhal Mostfa 10. Kedra 11. Farès Abdelkader |  |

| Titulaires : |  |
| |  |
| (Maillot Rouge et Vert) 1. Baghdad Aboukébir 2. Miloud 3. Benyaro Ali 4. Hamou Nafi 5. Saffa Mokhfi 6. Miloud Bouakeul 7. Martinez Michel 8. Mohamed El-Andaloussi 9. Rezoug Abdelkader 10. Gottaï Mohamed 11. Souilem Gnaoui |  |

| Titulaires : |  |
| |  |
| (Maillot Blanc et Noir) 1. Boukhatem Charef 2. Benbernou Allel 3. Benniza Lahouari 4. Kazdali Omar 5. Ould Ali Menouar 6. Chali Ahmed 7. Kazdali Abd-el-Madjid 8. Pérez Emile 9. Boumédienne 10. Khettab Charef 11. Belhachemi Mohamed |  |

| Titulaires : |  |
| |  |
| (Maillot Rouge et Vert) 1. Baghdad Aboukébir 2. Miloud 3. Benyaro Ali 4. Hamou Nafi 5. Saffa Mokhfi 6. Miloud Bouakeul 7. Martinez Michel 8. Mohamed El-Andaloussi 9. Rezoug Abdelkader 10. Gottaï Mohamed 11. Souilem Gnaoui |  |

| Titulaires : |  |
| |  |
| (Maillot Blanc et Noir) 1. Boukhatem Charef 2. Benbernou Allel 3. Benniza Lahouari 4. Kazdali Omar 5. Ould Ali Menouar 6. Chali Ahmed 7. Kazdali Abd-el-Madjid 8. Pérez Emile 9. Boumédienne 10. Khettab Charef 11. Belhachemi Mohamed |  |

### Troisième Tour
- le 21 décembre 1931 [11]:

|   | Date | Club               | Score | Club                         | Lieu                       |
| - | ---- | ------------------ | ----- | ---------------------------- | -------------------------- |
| 1 |      | CAL Oran           | 3 - 1 | USCC Témouchent              | Oran                       |
| 2 |      | AS Eckmühl         | 3 - 1 | US Arzew                     | Oran                       |
| 3 |      | AGS Mascara        | 4 - 2 | Stade Cartésien              | Antoine Griffier / Mascara |
| 4 |      | Gaulois Rio-Salado | 0 - 1 | USM Oran                     | Rio-Salado                 |
| 5 |      | Perrégaux GS       | -     | ASM Oran                     | Perrégaux                  |
| 6 |      | GC Oran            | -     | Saint-Louis Sportive Oranais | Oran                       |

| Titulaires : |  |
| |  |
| (Maillot) 1. Niéto Gaëtan 2. Ortiz Jean 3. Linares Vincent 4. Sanchez Joseph 5. Chaizemartin Henri 6. Esclapez Louis 7. Mas Louis 8. Gonzalès Manuel 9. Serra Jean 10. Mestre 11. Munoz Antoine |  |

| Titulaires : |  |
| |  |
| (Maillot) 1. Younes Hafoda 2. Garcia Segundo 3. Jouguet Edouard 4. Bensoussan Isaac 5. Habib Talaiti 6. Garcia.F 7. Sicsic Simon 8. Hermosilla 9. Ganthier Maurice 10. Gimenez 11. Garcia Joseph |  |

| Titulaires : |  |
| |  |
| (Maillot) 1. Niéto Gaëtan 2. Ortiz Jean 3. Linares Vincent 4. Sanchez Joseph 5. Chaizemartin Henri 6. Esclapez Louis 7. Mas Louis 8. Gonzalès Manuel 9. Serra Jean 10. Mestre 11. Munoz Antoine |  |

| Titulaires : |  |
| |  |
| (Maillot) 1. Younes Hafoda 2. Garcia Segundo 3. Jouguet Edouard 4. Bensoussan Isaac 5. Habib Talaiti 6. Garcia.F 7. Sicsic Simon 8. Hermosilla 9. Ganthier Maurice 10. Gimenez 11. Garcia Joseph |  |

| Titulaires : |  |
| |  |
| (Maillot) 1. Souilem Gnaoui 2. Fouatih Hamida 3. Benyaro Ali 4. Miloud Bouakeul 5. Saffa Mokhfi 6. Hamou Nafi 7. Moghrabi 8. Gottaï Mohamed 9. Rezoug Abdelkader 10. Mohamed El-Andaloussi 11. Makhbouza |  |

| Titulaires : |  |
| |  |
| (Maillot) 1. Fernandez François 2. Daucloz 3. Gomis.A 4. Ruberto 5. Tony 6. Djillali Chouia 7. Parrado Joaquin 8. Kraus René 9. Viala Cyrille 10. Montéro Édouard 11. Marzullo Étienne |  |

| Titulaires : |  |
| |  |
| (Maillot) 1. Souilem Gnaoui 2. Fouatih Hamida 3. Benyaro Ali 4. Miloud Bouakeul 5. Saffa Mokhfi 6. Hamou Nafi 7. Moghrabi 8. Gottaï Mohamed 9. Rezoug Abdelkader 10. Mohamed El-Andaloussi 11. Makhbouza |  |

| Titulaires : |  |
| |  |
| (Maillot) 1. Fernandez François 2. Daucloz 3. Gomis.A 4. Ruberto 5. Tony 6. Djillali Chouia 7. Parrado Joaquin 8. Kraus René 9. Viala Cyrille 10. Montéro Édouard 11. Marzullo Étienne |  |

### Quatrième Tour
- le 18 janvier 1932[12],[13]:

|                                 | Date       | Club        | Score | Club                         | Lieu       |
| ------------------------------- | ---------- | ----------- | ----- | ---------------------------- | ---------- |
| 1                               |            | CAL Oran    | 3 - 0 | USM Oran                     | Oran       |
| 2                               |            | AS Eckmühl  | 0 - 0 | Saint-Louis Sportive Oranais | Bel-Abbès  |
| 3                               |            | AGS Mascara | 4 - 2 | ASM Oran                     | Mostaganem |
| Match rejoué le 24 janvier 1932 |            |             |       |                              |            |
| 2                               | 24 janvier | AS Eckmühl  | 3 - 1 | Saint-Louis Sportive Oranais | Bel-Abbès  |

| Titulaires :                     |  |
|                                  |  |
| (Maillot rouge et noir) 1. Niéto |  |

| Titulaires :         |  |
|                      |  |
| (Maillot) 1. Baghdad |  |

| Titulaires :                     |  |
|                                  |  |
| (Maillot rouge et noir) 1. Niéto |  |

| Titulaires :         |  |
|                      |  |
| (Maillot) 1. Baghdad |  |

| Titulaires : |  |
| |  |
| (Maillot) 1. Alphonse Robergeot 2. Kirri Ahmed 3. Lucien Louge 4. Célestin Ailloud 5. Louis Bargoin 6. Louis Jeannin 7. Albert Nakam 8. Manchon Antoine 9. Gluais Gaston 10. Amiel Albert 11. Vincent André |  |

| Titulaires : |  |
| |  |
| (Maillot) 1. Dossat 2. Saïd 3. Vicédo 4. Llobet 5. Gouthière Alexis 6. Gines Simon 7. Oriol François 8. Ferrer 9. Amand 10. Dujols Charles 11. Médina Charles |  |

| Titulaires : |  |
| |  |
| (Maillot) 1. Alphonse Robergeot 2. Kirri Ahmed 3. Lucien Louge 4. Célestin Ailloud 5. Louis Bargoin 6. Louis Jeannin 7. Albert Nakam 8. Manchon Antoine 9. Gluais Gaston 10. Amiel Albert 11. Vincent André |  |

| Titulaires : |  |
| |  |
| (Maillot) 1. Dossat 2. Saïd 3. Vicédo 4. Llobet 5. Gouthière Alexis 6. Gines Simon 7. Oriol François 8. Ferrer 9. Amand 10. Dujols Charles 11. Médina Charles |  |

| Titulaires : |  |
| |  |
| (Maillot) 1. Marchand Alexandre 2. Bantoure Etienne 3. Simon Sébastien 4. Rubio Lauernt 5. Beteta Manuel 6. Bartolomé Sanchez 7. Bastos Many 8. Rodriguez Jean 9. Gomez Emile 10. Bernat Joseph 11. Torrès Manuel |  |

| Titulaires : |  |
| |  |
| (Maillot) 1. Diaz 2. Lopez 3. Coscat 4. Garcia 5. Abad 6. Alarcon 7. Hernandez 8. Garcia III 9. Pujalté 10. Garcia I 11. Ruiz |  |

| Titulaires : |  |
| |  |
| (Maillot) 1. Marchand Alexandre 2. Bantoure Etienne 3. Simon Sébastien 4. Rubio Lauernt 5. Beteta Manuel 6. Bartolomé Sanchez 7. Bastos Many 8. Rodriguez Jean 9. Gomez Emile 10. Bernat Joseph 11. Torrès Manuel |  |

| Titulaires : |  |
| |  |
| (Maillot) 1. Diaz 2. Lopez 3. Coscat 4. Garcia 5. Abad 6. Alarcon 7. Hernandez 8. Garcia III 9. Pujalté 10. Garcia I 11. Ruiz |  |

## Parcours LCFA-Constantine

### Premier Tour
- joués le 19 octobre 1931

|   | Date | Club            | Score | Club                          | Lieu          |
| - | ---- | --------------- | ----- | ----------------------------- | ------------- |
| 1 |      | AS Batna        | 3 - 0 | FC Bougie                     | Constantine   |
| 2 |      | USC Constantine | 3 - 1 | Sporting Club Sétif           | Batna         |
| 3 |      | JS Guelma       | 6 - 1 | Avenir Sportive Constantinois | Philippeville |
| 4 |      | Constantine     | 3 - 1 | Jeunesse Bône AC              | Philippeville |
| 5 |      | ...             | -     | ...                           |               |
| 6 |      | ...             | -     | ...                           |               |
| 7 |      | ...             | -     | ...                           |               |
| 8 |      | ...             | -     | ...                           |               |

### Deuxième Tour
|   | Date | Club            | Score | Club | Lieu |
| - | ---- | --------------- | ----- | ---- | ---- |
| 1 |      | SO Sétif        | -     | ...  |      |
| 2 |      | JS Guelma       | -     | ...  |      |
| 3 |      | Constantine     | -     | ...  |      |
| 4 |      | AS Bône         | -     | ...  |      |
| 5 |      | USC Constantine | -     | ...  |      |
| 6 |      | AS Batna        | -     | ...  |      |

### Troisième Tour
- joués le 6 décembre 1931[2],[14]:.

|   | Date | Club        | Score     | Club            | Lieu                    |
| - | ---- | ----------- | --------- | --------------- | ----------------------- |
| 1 |      | SO Sétif    | 3 - 0     | AS Bône         | Municipal / Constantine |
| 2 |      | JS Guelma   | 1 - 0 a.p | USC Constantine | Bône                    |
| 3 |      | Constantine | 2 - 1     | AS Batna        | Sétif                   |

## Parcours des finalistes

### Huitième de finale
- joués le 8 février 1932[15]:

|   | Date       | Club              | Score     | Club            | Lieu         |
| - | ---------- | ----------------- | --------- | --------------- | ------------ |
| 1 |            | RU Alger          | 3 - 1     | CDJ Oran        | Alger        |
| 2 |            | USA Casablanca    | 1 - 2     | AGS Mascara     | Casablanca   |
| 3 |            | AS Eckmühl        | 0 - 3     | US Marocaine    | Oran         |
| 4 |            | Racing Club Tunis | 3 - 1     | SO Sétif        | Tunis        |
| 5 |            | RC Maison-Carré   | 2 - 1     | SC Ferryville   | Maison-Carré |
| 6 |            | CAL Oran          | 1 - 4     | Stade Marocain  | Oran         |
| 7 |            | Constantine       | 1 - 7     | US Tunis        | Constantine  |
| 8 | 14 février | JS Guelma         | 1 - 2 a.p | GS Orléansville | Bône         |

### Quarts de finale
- joués le 7 mars 1932[16]:

|   | Date | Club            | Score | Club              | Lieu                       |
| - | ---- | --------------- | ----- | ----------------- | -------------------------- |
| 1 |      | US Tunis        | 1 - 3 | RU Alger          | Tunis                      |
| 2 |      | AGS Mascara     | 3 - 1 | Stade Marocain    | Antoine Griffier / Mascara |
| 3 |      | US Marocaine    | 3 - 0 | RC Maison-Carré   | Casablanca                 |
| 4 |      | GS Orléansville | 3 - 1 | Racing Club Tunis | Orléansville               |

### Demi-finales
- jouées le 6 mai 1932[17]:

|   | Date | Club         | Score | Club            | Lieu                 |
| - | ---- | ------------ | ----- | --------------- | -------------------- |
| 1 |      | RU Alger     | 3 - 2 | AGS Mascara     | Stade Gallia / Alger |
| 2 |      | US Marocaine | 2 - 0 | GS Orléansville | Casablanca           |

| Titulaires : |  |
| |  |
| 1. Maurice Cottenet 2. Raymond Couard "Couard II" 3. Abdelkader Ben Bouali 4. Dumas 5. Pataa 6. Delessert 7. Lucchini 8. Gouin 9. Roger Couard "Couard I" 10. Mari 11. Brincat |  |

| Titulaires : |  |
| |  |
| 1. Alphonse Robergeot 2. Kirri Ahmed 3. Lucien Louge 4. Célestin Ailloud 5. Louis Bargoin 6. Louis Jeannin 7. Albert Nakam 8. Salvador François 9. Gluais Gaston 10. Amiel 11. Vincent André |  |

| Titulaires : |  |
| |  |
| 1. Maurice Cottenet 2. Raymond Couard "Couard II" 3. Abdelkader Ben Bouali 4. Dumas 5. Pataa 6. Delessert 7. Lucchini 8. Gouin 9. Roger Couard "Couard I" 10. Mari 11. Brincat |  |

| Titulaires : |  |
| |  |
| 1. Alphonse Robergeot 2. Kirri Ahmed 3. Lucien Louge 4. Célestin Ailloud 5. Louis Bargoin 6. Louis Jeannin 7. Albert Nakam 8. Salvador François 9. Gluais Gaston 10. Amiel 11. Vincent André |  |

| Titulaires : |  |
|              |  |
|              |  |

| Titulaires : |  |
|              |  |
|              |  |

| Titulaires : |  |
|              |  |
|              |  |

| Titulaires : |  |
|              |  |
|              |  |

### Finale
La finale est jouée le 15 mai 1932,
|   | Date        | Club     | Score | Club         | Lieu |
| - | ----------- | -------- | ----- | ------------ | ---- |
| 1 | 15 mai 1932 | RU Alger | 2 – 1 | US Marocaine |      |

| Titulaires : |  |
| |  |
| (Maillot Bleu et Blanc) 1. Maurice Cottenet 2. Abdelkader Ben Bouali 3. Raymond Couard "Couard II" 4. Pataâ 5. Dumas 6. Delessert 7. Lucchini 8. Tazairt 9. Roger Couard "Couard I" 10. Mari 11. Brancat |  |

| Titulaires : |  |
| |  |
| (Maillot Rouge) 1. Gonzalès 2. Calmels 3. Garcia 4. Tagna 5. Ortin 6. Mesquida 7. Georges Janin 8. Mohamed Farah "Trimbo" 9. Mario Zatelli 10. Laporte 11. Bencivengo |  |

| Titulaires : |  |
| |  |
| (Maillot Bleu et Blanc) 1. Maurice Cottenet 2. Abdelkader Ben Bouali 3. Raymond Couard "Couard II" 4. Pataâ 5. Dumas 6. Delessert 7. Lucchini 8. Tazairt 9. Roger Couard "Couard I" 10. Mari 11. Brancat |  |

| Titulaires : |  |
| |  |
| (Maillot Rouge) 1. Gonzalès 2. Calmels 3. Garcia 4. Tagna 5. Ortin 6. Mesquida 7. Georges Janin 8. Mohamed Farah "Trimbo" 9. Mario Zatelli 10. Laporte 11. Bencivengo |  |

|  |  |  |  |

| Coupe d'Afrique du Nord Vainqueur 1931-1932 |
| ------------------------------------------- |
| RU Alger Premier titre                      |